# Kalundborg (municipio)
El municipio de Kalundborg es un municipio de Dinamarca en la región administrativa de Selandia. Tiene 48.632 habitantes en el año 2012. Su ciudad más grande, así como la sede del ayuntamiento, es Kalundborg.
El municipio de Kalundborg tiene un área de 604 km². Está situado en el occidente de Selandia, limitando con el Kattegat tanto al oeste como al norte. Su territorio incluye las pequeñas islas de Sejerø y Nekselø, ambas en la bahía de Sejerø, y el lago Tissø, uno de los lagos más importantes de Dinamarca. Sus municipios vecinos son Odsherred al noreste, Holbæk al este, Ringsted al sureste y Slagelse al sur.
Su territorio actual fue establecido el 1 de enero de 2007 con la fusión de los antiguos municipios de Bjergsted, Gørlev, Hvidebæk, Høng y Kalundborg.

## Localidades
La población total del municipio de Kalundborg es de 48.632 en el año 2012. Tiene 23 localidades urbanas (byer), en las que residen 35.394 habitantes. Un total de 13.123 personas residen en localidades rurales (localidades con menos de 200 habitantes), y 115 no tienen residencia fija.
| Localidades más pobladas de Kalundborg |                |                  |
| N.º                                    | Localidad      | Población (2012) |
| 1                                      | Kalundborg     | 16.303           |
| 2                                      | Høng           | 4.295            |
| 3                                      | Gørlev         | 2.477            |
| 4                                      | Svebølle       | 2.237            |
| 5                                      | Ubby           | 1.898            |
| 6                                      | Havnsø         | 968              |
| 7                                      | Snertinge      | 959              |
| 8                                      | Spangsbro      | 782              |
| 9                                      | Rørby          | 776              |
| 10                                     | Kirke Helsinge | 556              |